# مدارس الحقل للمزارعين

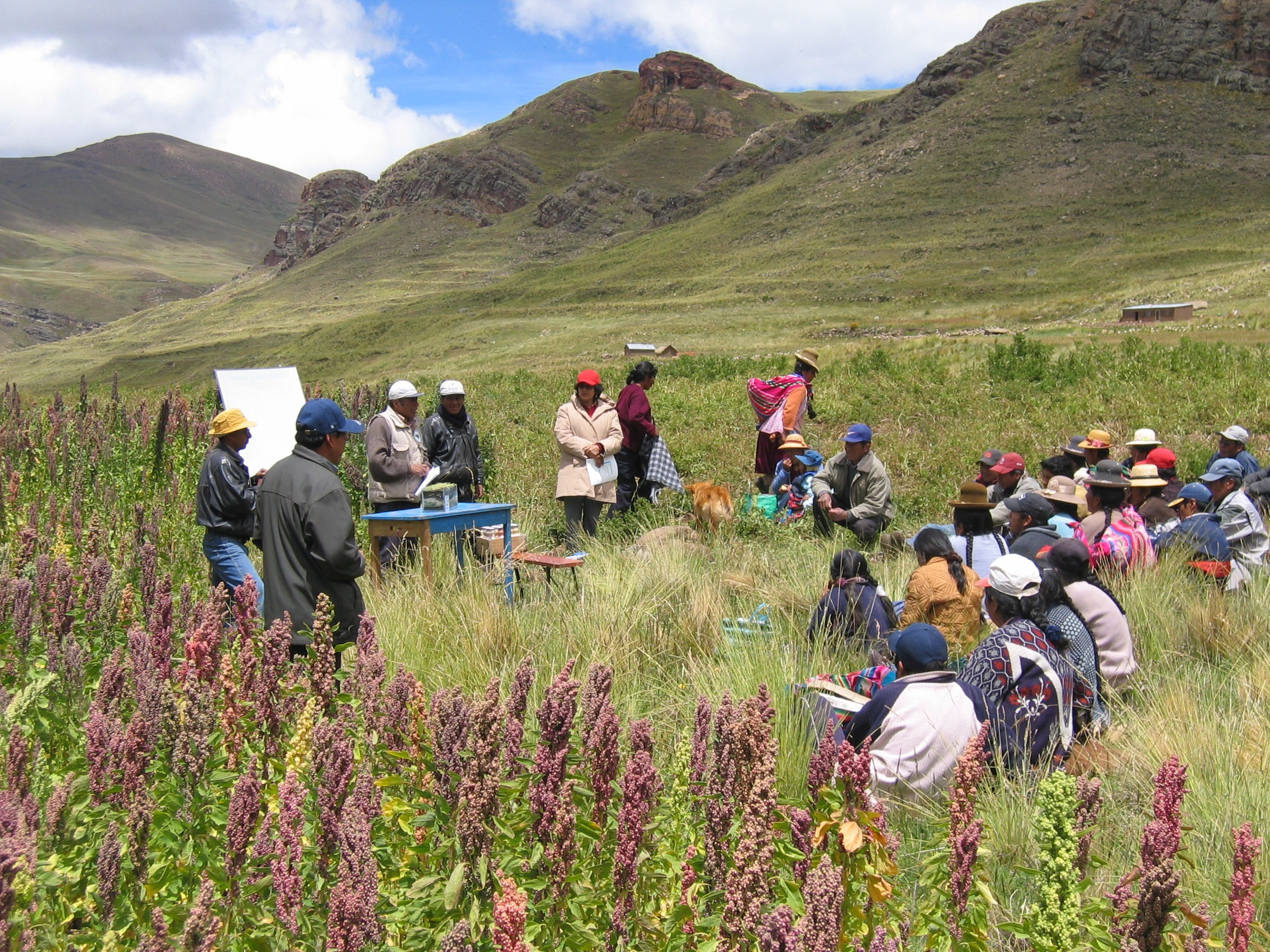

تعتمد مدارس الحقل للمزارعين على عملية التعليم القائم في مجموعات، وتم استخدامها من قبل عدد من الحكومات، المنظمات غير الهادفة للربح ومنظمات عالمية التي تدعو إلى تطوير إدارة مكافحة الآفات. وفي عام 1989 تم تنظيم وإعداد أول مدرسة في اندونيسيا. تُعتمد هذه التقنية من قبل منظمة الأمم المتحدة للغذاء والزراعة ومنذ ذلك الحين شارك أكثر من مليوني مزارع حول أسيا  في تعلم هذه التقنية. وتَعتمد هذه المدرسة على مفاهيم ووسائل عديدة من علوم الإيكولوجيا الزراعية، التعليم القائم على التجربة والتطوير المجتمعي. ونتيجة لما سبق، تمكن مئات آلاف من مزارعي الأرز في بلاد مثل الصين، الهند، اندونيسيا، الفلبين وفيتنام من تقليل استخدام المبيدات والكيماويات لمكافحة الآفات بالإضافة إلى زيادة استدامة المحاصيل الزراعية. وقد أثمرت هذه المدرسة عن عدة فوائد تنموية أخرى والتي تعرف عالميًا بأنها تعمل على"التمكين"، فخريجو هذه المدرسة قد انخرطوا في نطاق واسع من أنشطة مختلفة ذاتية التوجيه من ضمنها البحث العلمي، التدريب، التسويق والمحاماة في عدد من البلاد.

## مساعدات منظمة الغذاء والزراعة في آسيا
قامت منظمة الأمم المتحدة للغذاء والزراعة بتنظيم وإعداد أول مدرسة لمكافحة الآفات وهي مدارس الحقل للمزارعين عام 1989 من قبل أخصائين يعملون في الأمم المتحدة في إيدونيسيا. إلا أنها لم تكن المحاولة الأولى من قبل منظمة الغذاء في استخدام هذه التقنيات لمساعدة المزارعين في جنوب شرق آسيا.
أعتمد مشروع منظمة الغذاء والزراعة والذي يعرف ب«البرنامج المشترك بين البلدان لتطوير وتطبيق المكافحة المتكاملة للآفات في محصول الأرز في جنوب وجنوب شرق آسيا» على الخبرة والتجارب السابقة لدى المعهد الدولي لبحوث الأرز ومكتب صناعة النباتات في الفلبين .وعلى مر عقدين من الزمان، لعب هذا البرنامج دورًا أساسيًا في تنمية زراعة الأرز في آسيا بالإضافة إلى زيادة عدد هذه المشروعات والبرامج التنموية.  وبحلول عام 2002، حصل البرنامج على ميزانية تراكمية قدرها 45 مليون دولار والتي قد تم إنفاقها على برامج تدريبية في 12 دولة ألا وهم ( بنغلاديش، كمبوديا، الصين، الهند، اندونيسيا، لاوس، ماليزيا، نيبال، الفلبين، سيريلانكا، تايلاند وفيتنام).
ولم يكن هذا البرنامج الوحيد المدعوم من قبل منظمة الغذاء والزراعة في تلك الفترة. فكان من الضروري لتطوير المدرسة هو أن يتم دعم مشروع قومي لمكافحة الآفات في إندونيسيا والذي كان بالفعل موجودًا في الفترة بين عامي 1989 و 2000. وبالفعل دعمت الولايات المتحدة الأمريكية البرنامج بمنحة مالية قدرها 25 مليون دولار، والبنك الدولي بقرض مالي يبلغ مقداره 37 مليون دولار بالإضافة إلى 14 مليون دولار مقدمة من الحكومة. وفرت منظمة الغذاء والزراعة الدعم التقني للبرنامج المحلي لمكافحة الآفات عن طريق فريق من الأخصائيين مقيم في إندونيسيا. ولم تدعم المنظمة هذا المشروع فقط، بل قامت بدعم وتطوير عدة مشاريع محلية أخرى لكن على نطاق أصغر في كل من بنغلاديش، كمبوديا، الصين ونيبال. علاوة على ذلك، قامت المنظمة بإطلاق عدة مشاريع اقليمية تركز وتستهدف على استخدام هذه التقنية في زراعة القطن والخضراوات.
علاوة على ذلك، أطلق البرنامج المشترك بين البلدان عدة مشروعات إقليمية تركز على مكافحة الآفات في القطن والخضروات. وإجمالا ًوخلال فترة الخمسة عشرعامًا بين 1989 و 2004 خُصِصَ ما يقارب من 10 ملايين دولار لبرامج مكافحة الآفات في آسيا والتي استخدمت تقنيات مثل مدارس الحقل للمزارعين تحت أشراف منظمة الأمم المتحدة للغذاء والزراعة.

## التكاليف والفوائد

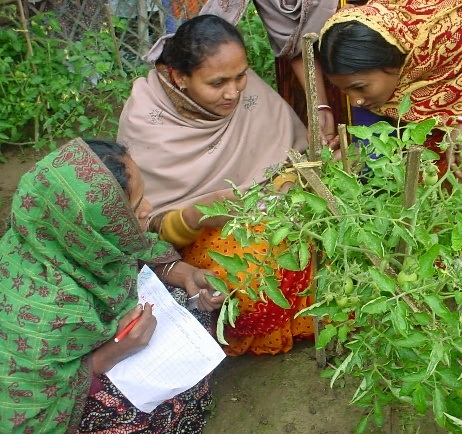
صورة للطالبات في مدرسة المزارعين الميدانية، بنغلاديش 2004

يوجد سببان رئيسيان وراء صعوبة تعميم تكاليف وفوائد برامج مكافحة الآفات والمدارس الميدانية.
أولاً، يوجد عدم اتفاق حول ما هي العوامل التي يجب أن تؤخذ بعين الاعتبار لطرفي المعادلة ألا وهما التكاليف والفوائد. فيما يتعلق بالفوائد: هل يجب أن نحصر أنفسنا في مقدار المحاصيل وتوفير المبيدات الحشرية أم يجب أن نأخذ بالحسبان تحسين الصحة العامة وتبعيات أن المزارعين قد أصبحوا أكثر تنظيمًا؟
أما بالنسبة للتكاليف: فهل يجب علينا أن نحصر أنفسنا في مصاريف إدارة المدارس أم نأخذ بالحسبان تكاليف التوسع بالنسبة للمدربين الإضافيين وإدارة برامج مكافحة الآفات؟
ثانيًا، يوجد تنوع هائلة في الفروق الفردية. فتتراوح تكلفة إدارة موسم كامل من المدرسة ل25 مزارع من 150 دولار إلى 1000 دولار وهذا بدوره يعتمد على الدولة والمنظمة. ففي بعض الحالات، وفر خريجو هذه المدرسة 40 دولار للهكتار (وحدة قياس)  في الموسم عن طريق عدم استخدام المبيدات الحشرية دون أي خسارة في المحصول. وفي بعض الحالات الأخرى، لم يوفر الخريجون وذلك يرجع لعدم استخدامهم المبيدات سابقًا على الرغم من زيادة المحصول تقريبًا بنسبة 25% وذلك نتيجة تجربة عدة تقنيات تم تعليمهم إياها في المدرسة مثل تحسين أنواع المحاصيل وتنويعها، ترشيد استهلاك المياه بصورة أفضل وتغذية النبات.
وبالتالي انعكست المشاكل النظرية والأخرى التي تتعلق بالوسائل المرتبطة بتأثير إدارة مكافحة الآفات والمدارس الميدانية في صورة اختلافات بين الخبراء حول مميزات هذا التدخل. أحد الأبحاث التي تم كتابتها من قبل خبراء البنك الدولي كانت تدور حول فائدة إعادة المزارعين مرة أخرى إلى المدرسة. وعلى الصعيد الآخر، أوضح التحليل الإستقصائي ل 25 دراسة أثرية والتي أُجريت بطلب من منظمة الأمم المتحدة للغذاء والزراعة :
وقد أشارت الدراسات إلى معدلات خفض كبيرة في استخدام المبيدات ويرجع هذا إلى تأثير التدريب. وفي بعض الحالات الأخرى ظهرت زيادة مقنعة في عائد المحصول .أوضحت عدة دراسات وجود تأثير تنموي للمدرسة في شكل طويل المدى حيث حفزت المدرسة التعلم المستمر بالإضافة إلى تعزيز المهارات الاجتماعية والسياسية والتي بدورها قد ساهمت في إنشاء عدة انشطة محلية وعلاقات وسياسات لها علاقة بتطوير إدارة النظام البيئي الزراعي.
وعلى الرغم من النزاعات الموجودة بين رجال الاقتصاد وصانعي القرار، إلا أنه يوجد انتشار مندفع لكل من مدارس الحقل للمزارعين ومكافحة الآفات بين المزارعين والعاملين في مجال التنمية في عدد من بلاد آسيا حيث تعتبر المشاركة في المدرسة طوعية ولا تقدم منظمة الغذاء والزراعة أي حوافز مالية للمشاركين. على العكس، فدومًا تنطوي المشاركة في المدرسة على الكثير من الجهد والوقت. وعلى الرغم من هذه التكلفة، شارك مليونا مزارع  في هذه التجربة. وفي معظم البلاد، كان الطلب على الالتحاق بالمدرسة يفوق العرض. ونتيجة لذلك، كانت معدلات الرسوب منخفضة للغاية. وبالحديث عن تجربة المشاركة، قرر العديد من المزارعين الذين شاركوا وخاضوا التجربة أن يعلموا أفراد آخرين في مجتمعاتهم ومواصلة العمل سويًا بعد انتهاء فترة التدريب.